# Ziemia błogosławiona
Ziemia błogosławiona (ang. The Good Earth, 1937) – amerykański dramat społeczny w reżyserii Sidneya Franklina oraz Victora Fleminga, Gustava Machaty'ego i Sama Wooda (niewymienieni wszyscy trzej w czołówce). Film przedstawia historię pewnego chińskiego małżeństwa, które pomimo utrudnień walczy o przetrwanie związku. Obraz jest adaptacją powieści Łaskawa ziemia z 1931 roku, za którą autorka Pearl S. Buck otrzymała literacką nagrodę Nobla.
Film nominowany w pięciu kategoriach do Oscara, otrzymał dwie nagrody, w tym dla Luise Rainer jako najlepszej aktorki pierwszoplanowej.

## Obsada
- Paul Muni jako Wang Lung
- Luise Rainer jako O-Lan
- Walter Connolly jako Wuj
- Tilly Losch jako Lotus
- Charley Grapewin jako Stary ojciec
- Jessie Ralph jako Cuckoo
- Soo Yong jako Ciocia
- Keye Luke jako Starszy syn
- Roland Lui jako Młodszy syn

i inni

## Nagrody Akademii Filmowej
10. ceremonia wręczenia Oscarów
- najlepsza aktorka pierwszoplanowa − Luise Rainer
- najlepsze zdjęcia − Karl Freund
- nominacja: najlepszy film
- nominacja: najlepszy reżyser − Sidney Franklin
- nominacja: najlepszy montaż − Basil Wrangell